# РШ-12
РШ-12 (рос. Револьвер Штурмовой калибра 12,7) — сучасний російський револьвер.

## Історія
РШ-12 був розроблений в ~2000 році в філіалі Тульського КБП — ЦКДБ СМЗ під однаковий патрон з автоматом АШ-12 — 12,7×55 мм.

## Опис
Револьверний комплекс РШ-12 це револьвер з цільною металевою рамкою і з відкидним вліво барабаном на 5 патронів. Завдяки деяким особливим елементам конструкції (постріл з нижньої камери барабана, ергономічна рукоятка тощо) віддача РШ-12 не більша, ніж у багатьох інших револьверів і пістолетів великого калібру. У револьвера ударно-спусковий механізм куркового типу з відкритим розташуванням курка. Як і багато інших револьверів під потужні патрони, револьвер РШ-12 має посилений кожух ствола, який оснащений вентиляційними отворами. Над стволом і під стволом передбачені системи рейкового інтерфейсу типу Пікатінні для установки всіляких прицілів, ліхтарів тощо.
Для забезпечення малого плеча віддачі і як наслідок зменшення підкидання ствола револьвер РШ-12 стріляє не з верхньої камори барабана, а з нижньої. Прицільні пристосування включають мушку і цівку.
Для револьвера існує 3 пристосування:
- знімний приклад;
- підствольна знімна рукоятка;
- тактичний глушник.

РШ-12,7 ніколи не був на озброєнні армії чи поліції, проте його використовують деякі спецзагони (наприклад, Альфа)..

## Патрони
Типи використовуваних патронів:
- ПС-12А з полегшеною кулею;
- ПД-12 двокульний патрон;
- ПС-12 з обтяженою кулею;
- ПС-12Б з бронебійною кулею[2].